# Maymena
Genre
Maymena est un genre d'araignées aranéomorphes de la famille des Mysmenidae.

## Distribution
Les espèces de ce genre  se rencontrent en Amérique.

## Liste des espèces
Selon World Spider Catalog (version 20.5, 20/08/2019) :
- Maymena ambita (Barrows, 1940)
- Maymena calcarata (Simon, 1898)
- Maymena cascada Gertsch, 1971
- Maymena chica Gertsch, 1960
- Maymena delicata Gertsch, 1971
- Maymena grisea Gertsch, 1971
- Maymena mayana (Chamberlin & Ivie, 1938)
- Maymena misteca Gertsch, 1960
- Maymena rica Platnick, 1993
- Maymena roca Baert, 1990
- Maymena sbordonii Brignoli, 1974

## Publication originale
- Gertsch, 1960 : Descriptions of American spiders of the family Symphytognathidae. American Museum novitates, no 1981, p. 1-40 (texte intégral).